# Тяжёлая атлетика на летних юношеских Олимпийских играх 2018
Соревнования по тяжёлой атлетике на летних юношеских Олимпийских играх 2018 года прошли с 7 по 13 октября в парке Polideportivo Roca в Буэнос-Айреса, столицы Аргентины. Были разыграны 12 комплектов наград: у юношей и девушек в различных весовых категориях. В соревновании участвовали спортсмены рождённые в период с 1 января 2001 по 31 декабря 2003 года.

## История
Тяжёлая атлетика является постоянным видом программы, который дебютировал на I летних юношеских Олимпийских играх в Сингапуре. 
По сравнению с прошлыми играми в 2014 году программа соревнований немного изменилась, добавилась ещё одна весовая категория у девушек (до 44 кг). Розыгрыш медалей состоится в 12 весовых категориях.

## Квалификация
Каждый Национальный олимпийский комитет (НОК) может участвовать не более чем в 4 дисциплинах, по 2 на каждый пол. Как хозяйка турнира, Аргентина гарантировала себе 4 квоты. Еще 10 мальчиков и 9 девочек были определены трехсторонней комиссией. Остальные 88 мест были определены по результатам командного зачета квалификационных соревнований, а именно чемпионата мира среди молодежи 2017 года и пяти континентальных квалификационных турниров.
Для участия в юношеских Олимпийских играх спортсмены должны быть рождены в период с 1 января 2001 года по 31 декабря 2003 года. Кроме того, национальным олимпийским комитетам будет разрешено участвовать только в одном соревновании, и выбранный спортсмен должен был принять участие либо в молодежном чемпионате мира 2017 года, либо в континентальном чемпионате в 2017 или 2018 году.

Общее число спортсменов, которые выступят на соревнованиях, было определено Международным олимпийским комитетом и составило 110 человек (55 девушек и 55 юношей).

## Календарь
| ЦО | Церемония открытия | ● | Квалификации | 2 | Финалы соревнований | ЦЗ | Церемония закрытия |

| Октябрь          | 06 Сб | 07 Вс | 08 Пн | 09 Вт | 10 Ср | 11 Чт | 12 Пт | 13 Сб | 14 Вс | 15 Пн | 16 Вт | 17 Ср | 18 Чт | Соревнования |
| ---------------- | ----- | ----- | ----- | ----- | ----- | ----- | ----- | ----- | ----- | ----- | ----- | ----- | ----- | ------------ |
| Тяжёлая атлетика | ●     | 2     | 2     | 2     |       | 2     | 2     | 2     |       |       |       |       | ●     | 12           |

## Медалисты
Сокращения: WYB — высшее мировое достижение среди юношей

## Медали

### Общий зачёт
(Жирным выделено самое большое количество медалей в своей категории; принимающая страна также выделена)
| Общее количество медалей |                   |        |         |        |       |
| Место                    | Страна            | Золото | Серебро | Бронза | Всего |
| 1                        | Турция            | 2      | 1       | 1      | 4     |
| 2                        | Узбекистан        | 1      | 2       | 1      | 3     |
| 3                        | Вьетнам           | 1      | 1       | 0      | 2     |
| 4                        | Мексика           | 1      | 0       | 1      | 2     |
| 4                        | Румыния           | 1      | 0       | 1      | 2     |
| 6                        | Индия             | 1      | 0       | 0      | 1     |
| 6                        | Венесуэла         | 1      | 0       | 0      | 1     |
| 6                        | Иран              | 1      | 0       | 0      | 1     |
| 6                        | Армения           | 1      | 0       | 0      | 1     |
| 6                        | Италия            | 1      | 0       | 0      | 1     |
| 6                        | Тунис             | 1      | 0       | 0      | 1     |
| 12                       | Колумбия          | 0      | 2       | 1      | 3     |
| 13                       | Таиланд           | 0      | 2       | 0      | 2     |
| 14                       | Болгария          | 0      | 1       | 1      | 2     |
| 14                       | Египет            | 0      | 1       | 1      | 2     |
| 16                       | Грузия            | 0      | 1       | 0      | 1     |
| 16                       | Азербайджан       | 0      | 1       | 0      | 1     |
| 18                       | Чехия             | 0      | 0       | 1      | 1     |
| 18                       | Индонезия         | 0      | 0       | 1      | 1     |
| 18                       | Новая Зеландия    | 0      | 0       | 1      | 1     |
| 18                       | США               | 0      | 0       | 1      | 1     |
| 18                       | Саудовская Аравия | 0      | 0       | 1      | 1     |
| 18                       | Нидерланды        | 0      | 0       | 1      | 1     |
| Всего                    | Всего             | 12     | 12      | 12     | 36    |

### Юноши

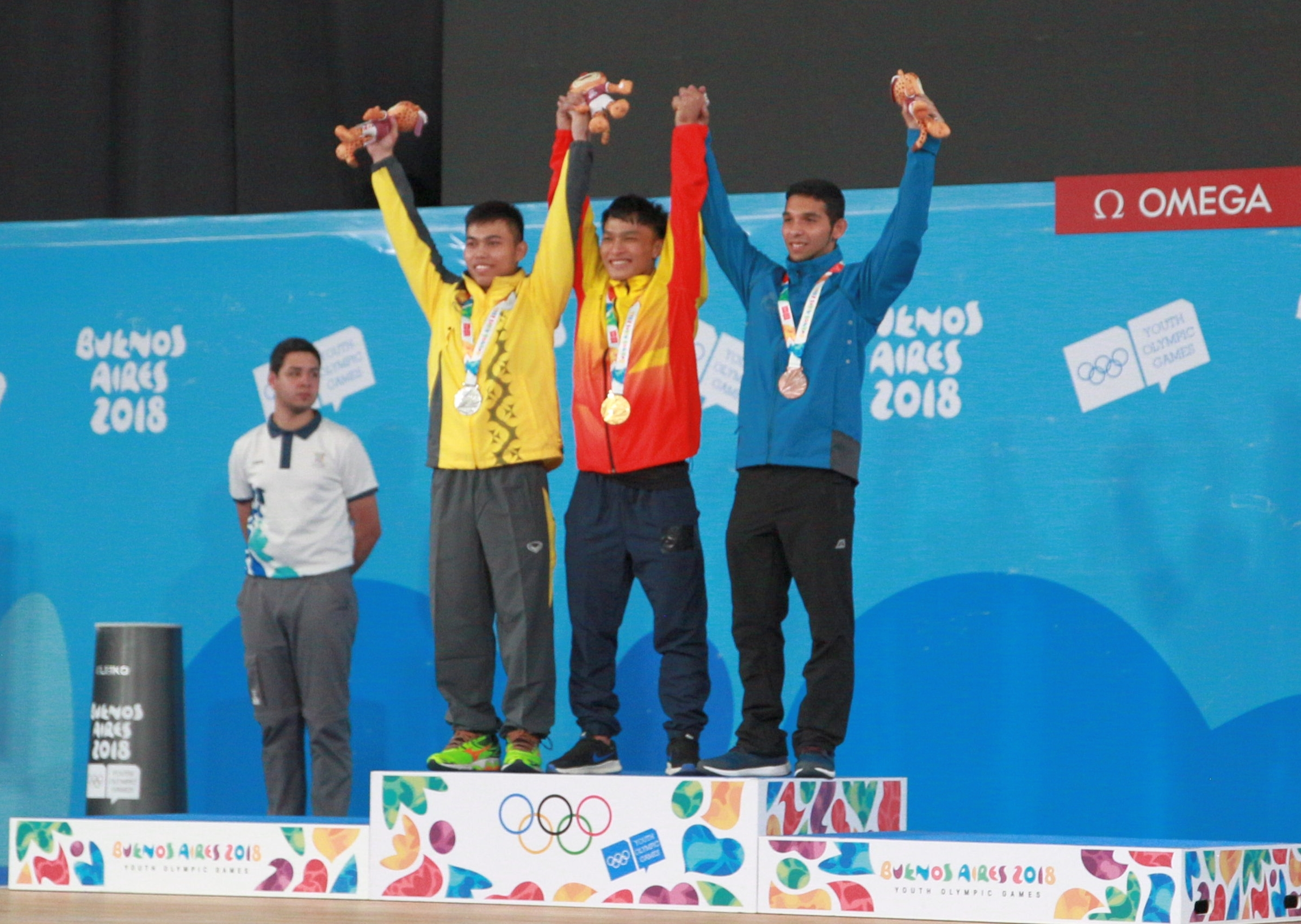
56 кг.
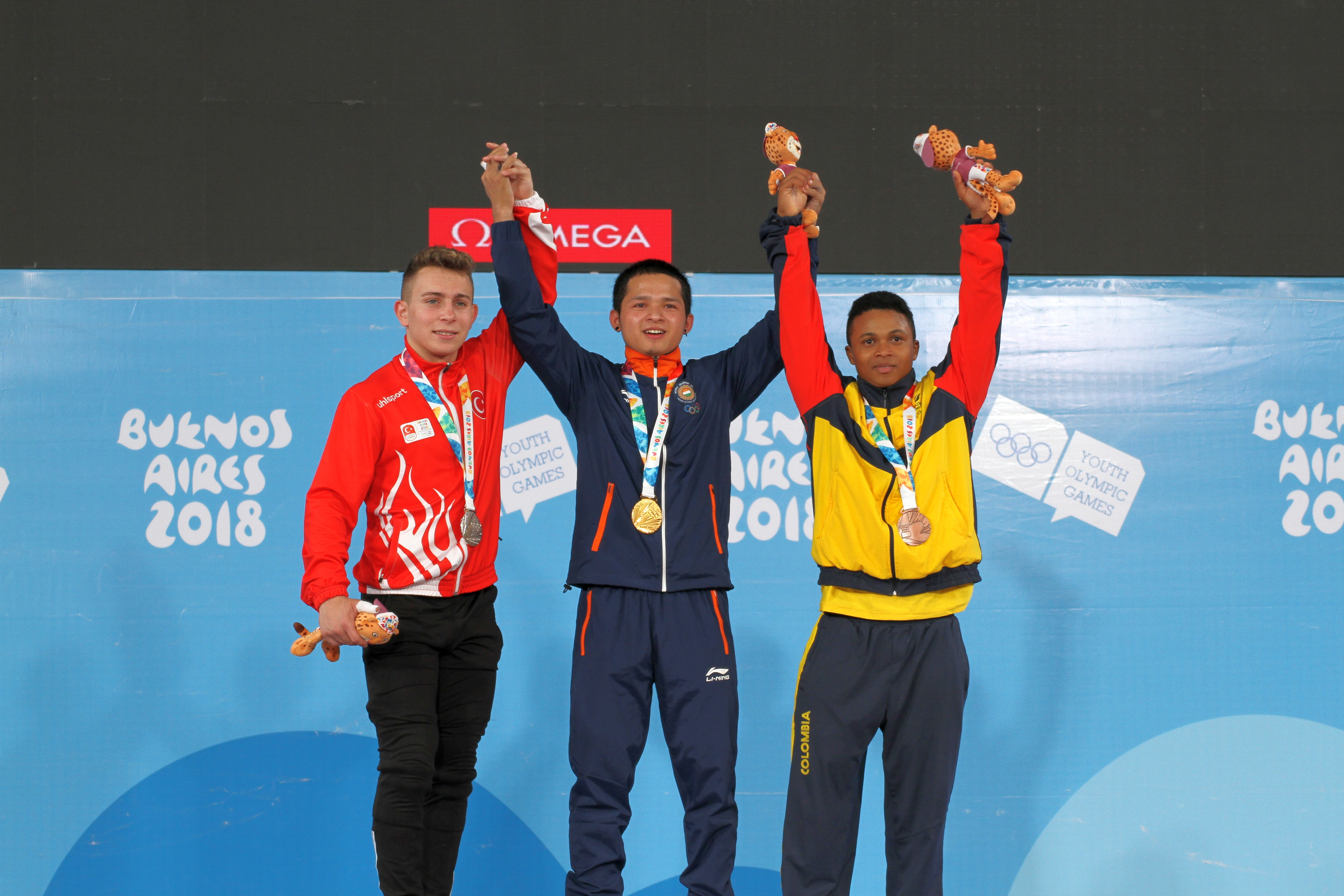
62 кг.

| Дисциплина                                  | Золото                       | Серебро                             | Бронза                                   |
| ------------------------------------------- | ---------------------------- | ----------------------------------- | ---------------------------------------- |
| Юноши. Весовая категория до 56 кг. Отчёт    | Нго Шон Динь Вьетнам         | Наттават Чомчуен Таиланд            | Франтишек Полак Чехия                    |
| Юноши. Весовая категория до 62 кг. Отчёт    | Джереми Лалриннунга Индия    | Джанер Топташ Турция                | Эстивен Хосе Вильяр Маньяррес Колумбия   |
| Юноши. Весовая категория до 69 кг. Отчёт    | Мухаммед Фуркан Озбек Турция | Арчил Малакмадзе Грузия             | Маурисио Кристофер Канул Факундо Мексика |
| Юноши. Весовая категория до 77 кг. Отчёт    | Карен Маргарян Армения       | Мухаммадкодир Тоштемиров Узбекистан | Абдала Галаль Мохамед Мустафа Египет     |
| Юноши. Весовая категория до 85 кг. Отчёт    | Кристиано Фикко Италия       | Тарменхан Бабаев Азербайджан        | Али Юсеф аль-Отман Саудовская Аравия     |
| Юноши. Весовая категория свыше 85 кг. Отчёт | Алиреза Юсефи Иран           | Христо Христов Болгария             | Энцо Куворге Нидерланды                  |

- 56 кг.
- 62 кг.

### Девушки
| Дисциплина                                   | Золото                                   | Серебро                              | Бронза                                  |
| -------------------------------------------- | ---------------------------------------- | ------------------------------------ | --------------------------------------- |
| Девушки. Весовая категория до 44 кг Отчёт    | Катерина Ориана Эхандия Сарате Венесуэла | Нгуен Тхи Тху Чанг Вьетнам           | Нида Карасакал Турция                   |
| Девушки. Весовая категория до 48 кг Отчёт    | Джесика Ядира Эрнандес Виейра Мексика    | Йинет Милена Сантойя Ортис Колумбия  | Михаэла Камбей Румыния                  |
| Девушки. Весовая категория до 53 кг Отчёт    | Сабина Балтаг Румыния                    | Кели Валентина Хункар Асеро Колумбия | Нур Винатасари Индонезия                |
| Девушки. Весовая категория до 58 кг Отчёт    | Гофран Белькхир Тунис                    | Неама Саид Фами Саид Египет          | Пейтон Браун США                        |
| Девушки. Весовая категория до 63 кг Отчёт    | Кумушхон Файзуллаева Узбекистан          | Типвара Чонтавин Таиланд             | Галя Шатова Болгария                    |
| Девушки. Весовая категория свыше 63 кг Отчёт | Диляра Нарин Турция                      | Долера Давронова Узбекистан          | Канах Шенель Эндрюс-Наху Новая Зеландия |

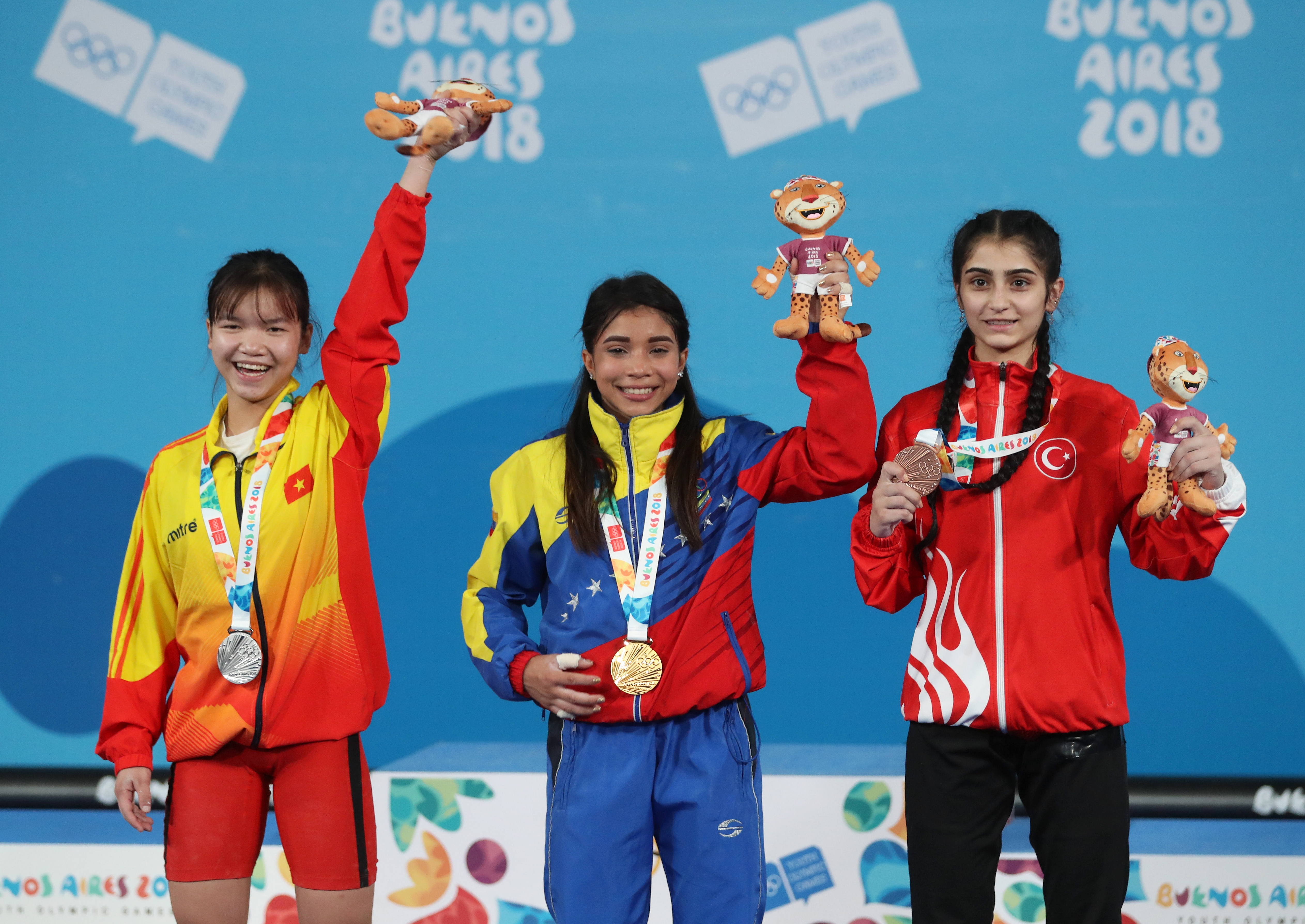
44 кг
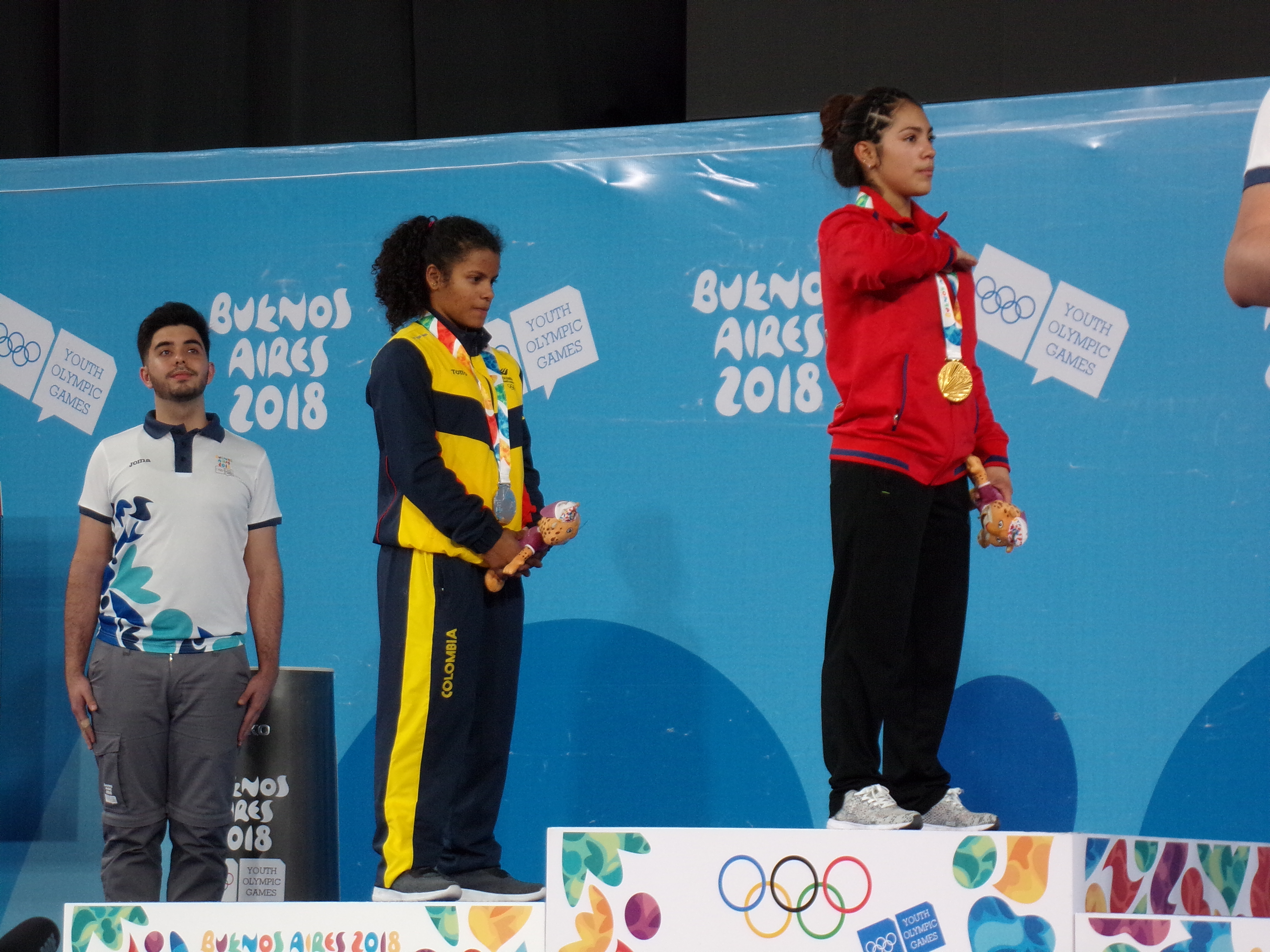
48 кг
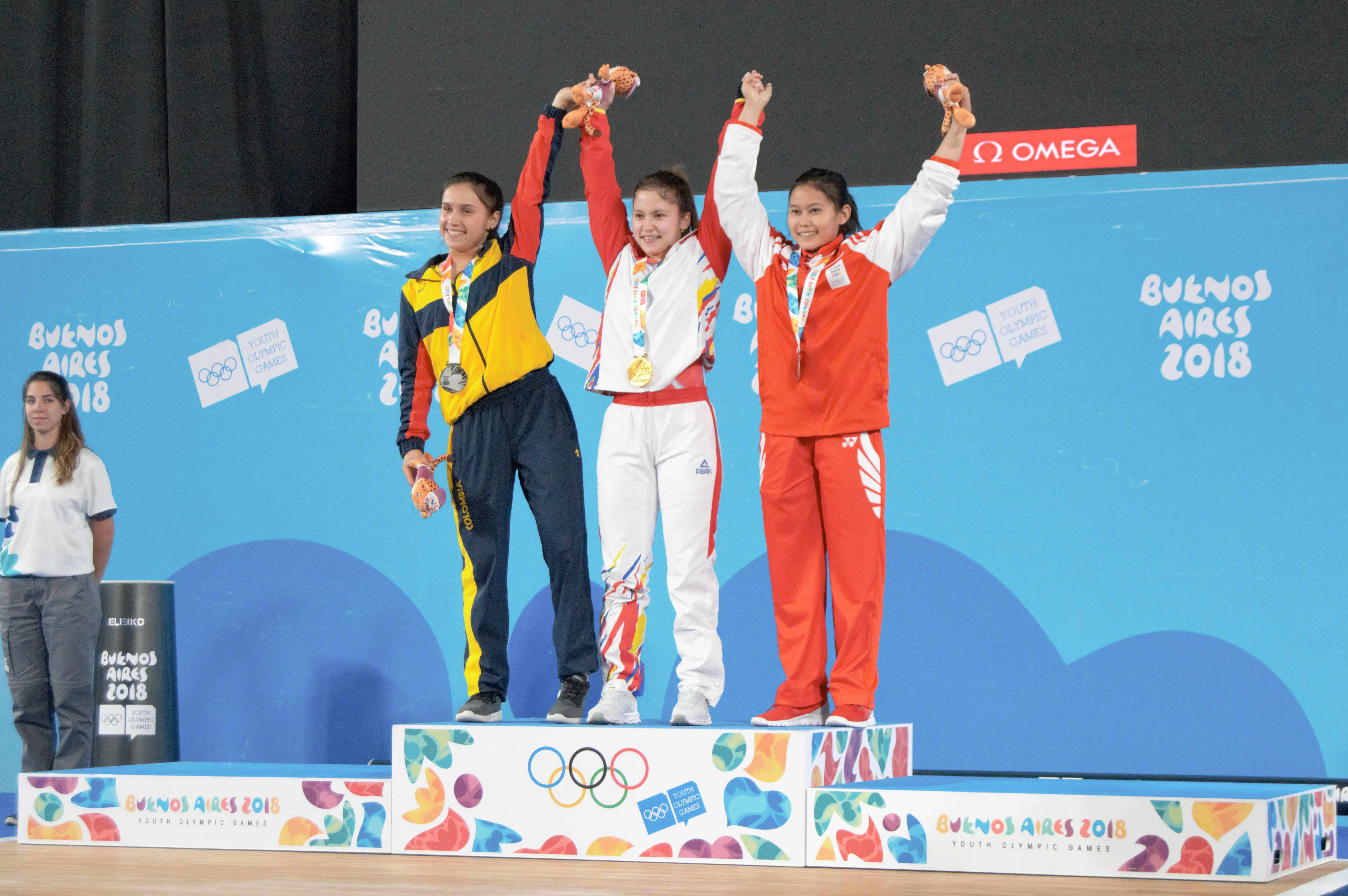
53 кг
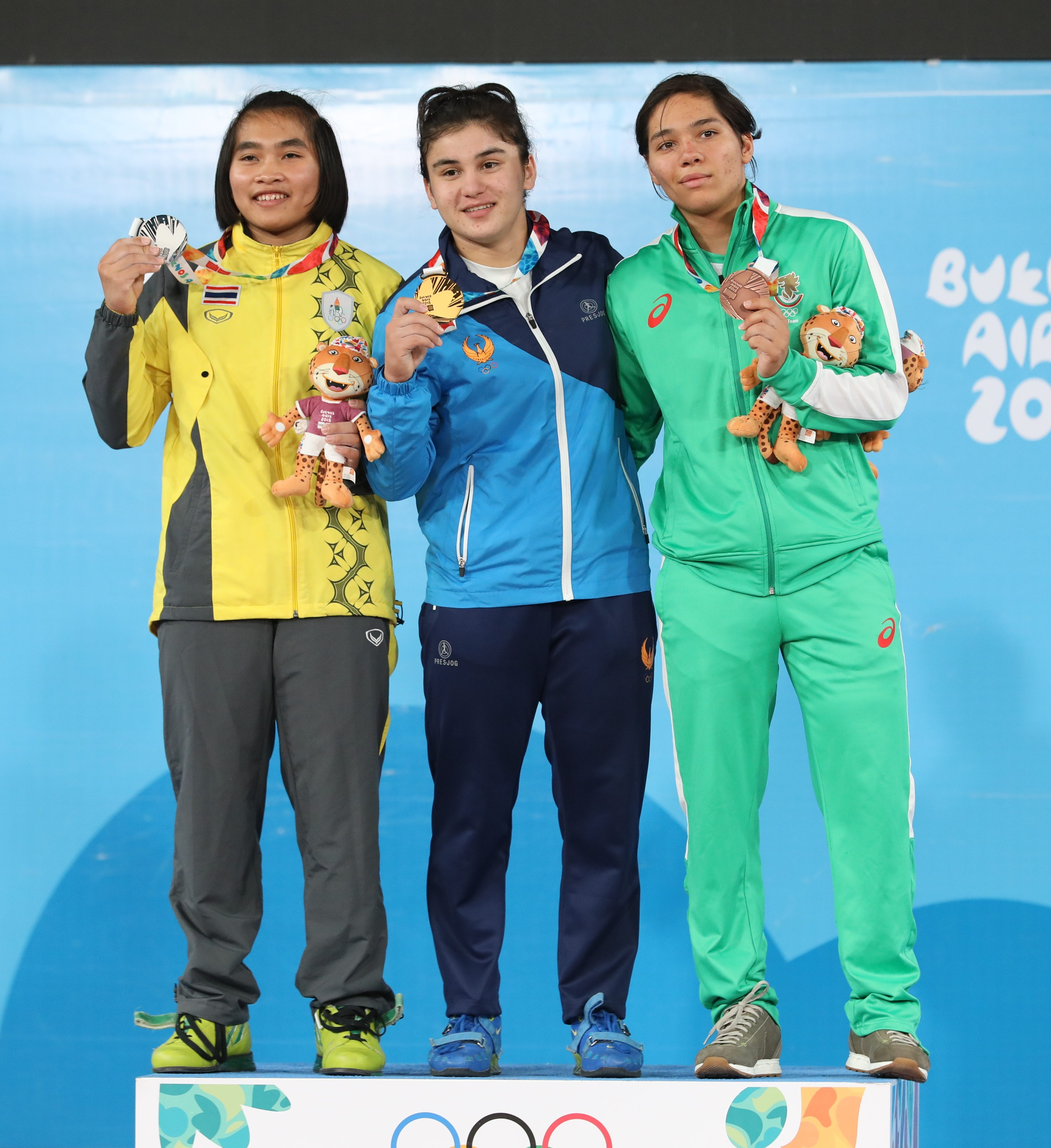
63 кг